# نارمان

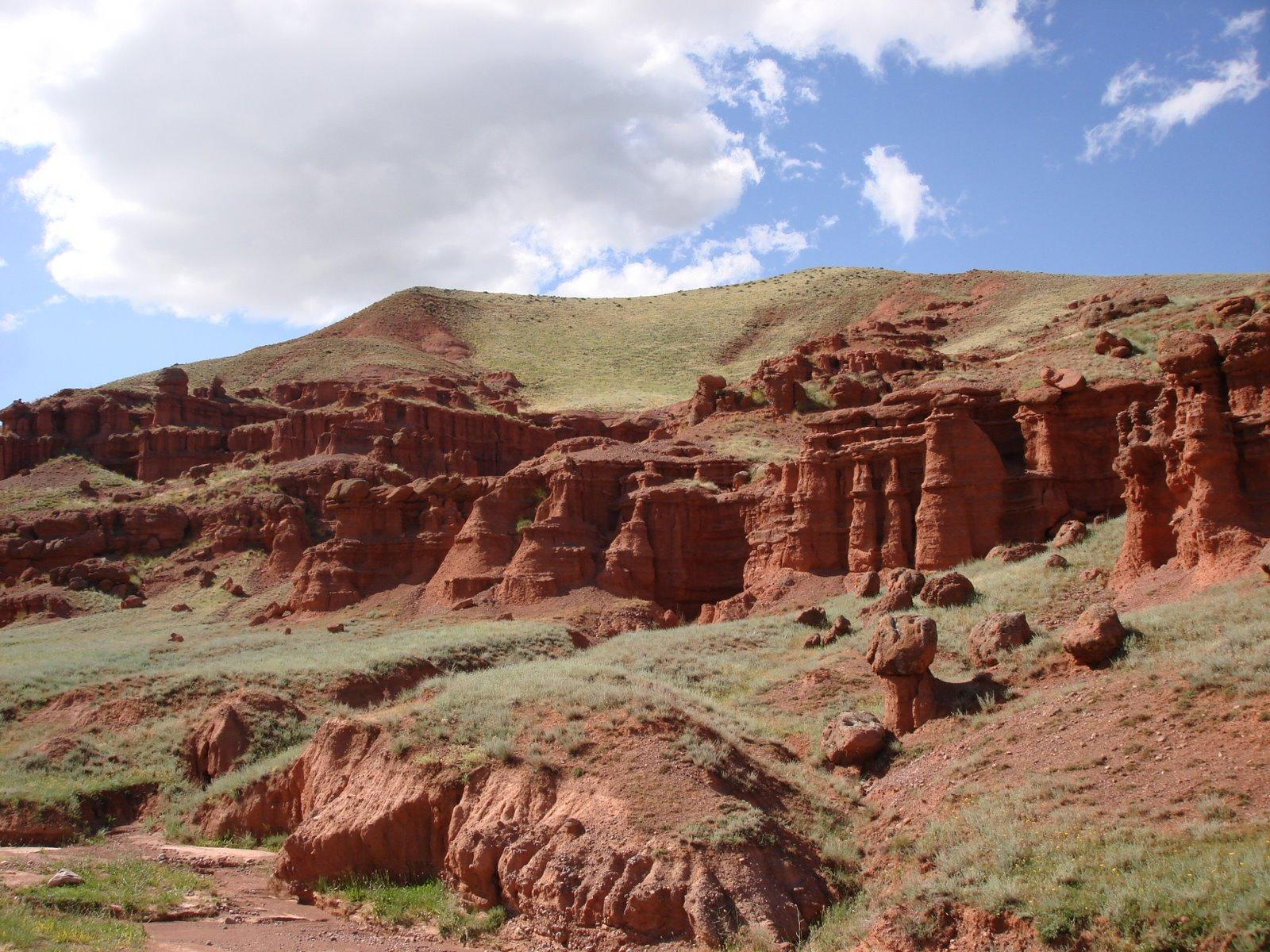
ارتفاعات منطقه نارمان

نارمان (به ترکی استانبولی: Narman، به ارمنی: Նամուրվան، به گرجی: ნარიმანი) یک منطقهٔ مسکونی در ترکیه است که در استان ارزروم واقع شده‌است. نارمان ۱٬۶۴۰ متر بالاتر از سطح دریا واقع شده‌است.